# 林肯鎮區 (堪薩斯州埃爾斯沃思縣)
林肯鎮區（英語：Lincoln Township）為美國堪薩斯州埃爾斯沃思縣轄下的鎮區。2010年美国人口普查中此鎮區人口有44人。

## 地理
林肯鎮區涵蓋總面積為95.3平方（36.78平方英里），其中陸地面積為95.1平方（36.71平方英里），水域面積為0.18平方（0.07平方英里）或0.19%。海拔高度553（1,814英尺）。

## 人口統計
根據2010年美國人口普查，林肯鎮區人口有44人，其中男性有25人，女性有19人，人口密度為每平方公里0.46人，住房計22戶。鎮區內的白人有43人，非裔美國人有0人，美洲原住民有0人，亞裔美國人有0人，太平洋島裔美國人有0人，其他種族有0人，混血種族則有1人。此外鎮區內有0人為西班牙裔或拉丁裔美國人。此鎮區之年齡中位數為47.0歲，而男性年齡中位數為48.5歲，女性年齡中位數為45.5歲。

## 交通

### 主要公路
- 156號堪薩斯州州道